# Trofisk struktur
Trofisk struktur avser inom ekosystem dess näringsstruktur. Ordet trofi innebär egentligen "ätande", och i den trofiska strukturen klarläggs således "vem som äter vem". Samma ordstam förekommer också i den akvatiska ekologin i begrepp som eutrofa och oligotrofa sjöar.
Ordet trofisk härrör från det grekiska ordet trofé, vilket betyder näring eller meddelar eller befordrar näring.

## Källhänvisningar
- Trofisk struktur